# 高橋清治郎
高橋 清治郎（たかはし せいじろう、1894年（明治27年）2月8日 - 1957年（昭和32年）12月7日）は日本の政治家。衆議院議員（2期）。宮城県玉造郡鳴子町（現・大崎市）長。

## 経歴
宮城県玉造郡鳴子町鬼首蟹沢（現在は大崎市）で生まれた。明治大学法学部卒業後、米国ワシントン大学ランドスクールで政治学を専攻。コロンビア大学でも学んだ。在米8年。帰国後は明治大学講師となった。　　
その後、日東窯業、明治大学出版部、鳴子木材、東北鉱山資材各取締役、日東紡績理事、荒尾嶽鉱業取締役社長、鳴子町会議員となる。
1948年（昭和23年）5月21日に旧宮城2区で行われた第23回衆議院議員補欠選挙に民主党から立候補し当選。翌年の第24回衆議院議員総選挙で再選。第25回衆議院議員総選挙で改進党から立候補したが落選した。衆議院議員を2期務め、「社会保障の大幅実施」「福祉国家の建設」を唱え戦後の「国民年金制度」創設に尽力した。　　
落選後の1954年（昭和29年）、旧鳴子町、川渡村、鬼首村の合併後の初代鳴子町長に就任。全国町村会副会長、宮城県町村会長を務めた。
1957年（昭和32年）内閣総理府の特命団長として2回にわたりサンフランシスコ講和条約下にある沖縄に派遣され、沖縄全土の日本国返還の基礎つくりに関わった。同年暮れに町長在職中に死去した。
没後、正五位勲四等瑞宝章を受けた。
憲政、議会政治の父と称された尾崎行雄（咢堂）を師と仰いだ。　
1987年（昭和62年）出生地・鳴子町に地元有志により立像顕彰碑が建立された。

## 著書
- 『現代政治と其動向 政治家の觀たる』
- 『米国大統領選挙論』
- 『民主主義とは何ぞ』